# Manuel Gallinato
Manuel Gallinato (* 1893; † 1968) war ein chilenischer Maler.
Gallinato studierte an der Escuela de Bellas Artes bei Fernando Álvarez de Sotomayor und zählte zur Malergruppe der Generación del Trece. Er unterrichtete viele Jahre Kunst am Liceo de los Andes. Als Maler trat er vor allem mit Bildern chilenischer Landschaften und Gebäuden hervor. Im Besitz des Museo Nacional de Bellas Artes befindet sich das Ölgemälde Jardín Abandonado (1919). Weitere Werke besitzt die Pinakothek des Universidad de Concepción.

## Quelle
- Museo Nacional de Bellas Artes - Manuel Gallinato

| Personendaten    | Personendaten      |
| ---------------- | ------------------ |
| NAME             | Gallinato, Manuel  |
| KURZBESCHREIBUNG | chilenischer Maler |
| GEBURTSDATUM     | 1893               |
| STERBEDATUM      | 1968               |